# Фейгін Яків Григорович
Я́ків Григо́рович Фе́йгін (12 травня 1903 — 19 серпня 1973), економіст і географ родом з села Лісконоги на Чернігівщині, член-кореспондент АН УРСР.

## Біографія
1932 — 1941 науковий співробітник Інституту Економіки АН СРСР, 1947 — 1948 — директор Інституту економіки АН УРСР, з 1949 керівник відділу розміщення виробництва Інституту Економіки АН СРСР.
Праці з теоретичних питань економічної географії та розміщення продуктивних сил у радянській економіці: «Розміщення виробництва за капіталізму та соціалізму» (1958), «Закономерности и факторы развития экономических районов СССР» (1965).